# Llista de peixos de Geòrgia
Aquesta llista de peixos de Geòrgia inclou 130 espècies de peixos que es poden trobar actualment a Geòrgia ordenades per l'ordre alfabètic de llur nom científic.

## A
- Abramis brama
- Acanthobrama microlepis
- Acipenser gueldenstaedtii
- Acipenser nudiventris
- Acipenser persicus
- Acipenser stellatus
- Acipenser sturio
- Alburnoides bipunctatus
- Alburnus chalcoides
- Alburnus filippii
- Alosa caspia caspia
- Alosa immaculata
- Alosa maeotica
- Alosa tanaica[1]
- Anguilla anguilla
- Aphia minuta
- Arnoglossus kessleri
- Atherina boyeri
- Auxis rochei

## B

Localització de Geòrgia a Euràsia

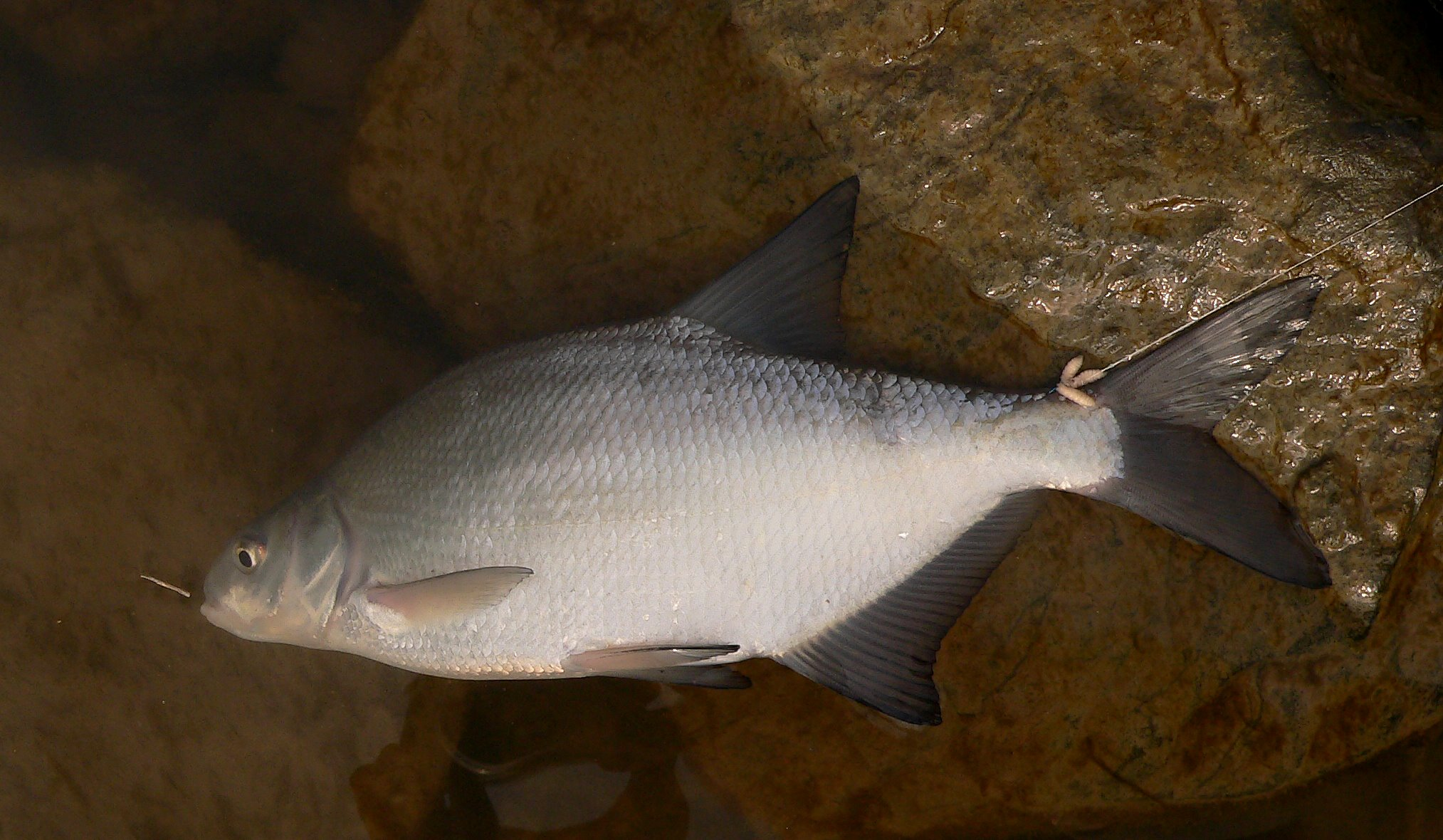
Brema (Abramis brama)

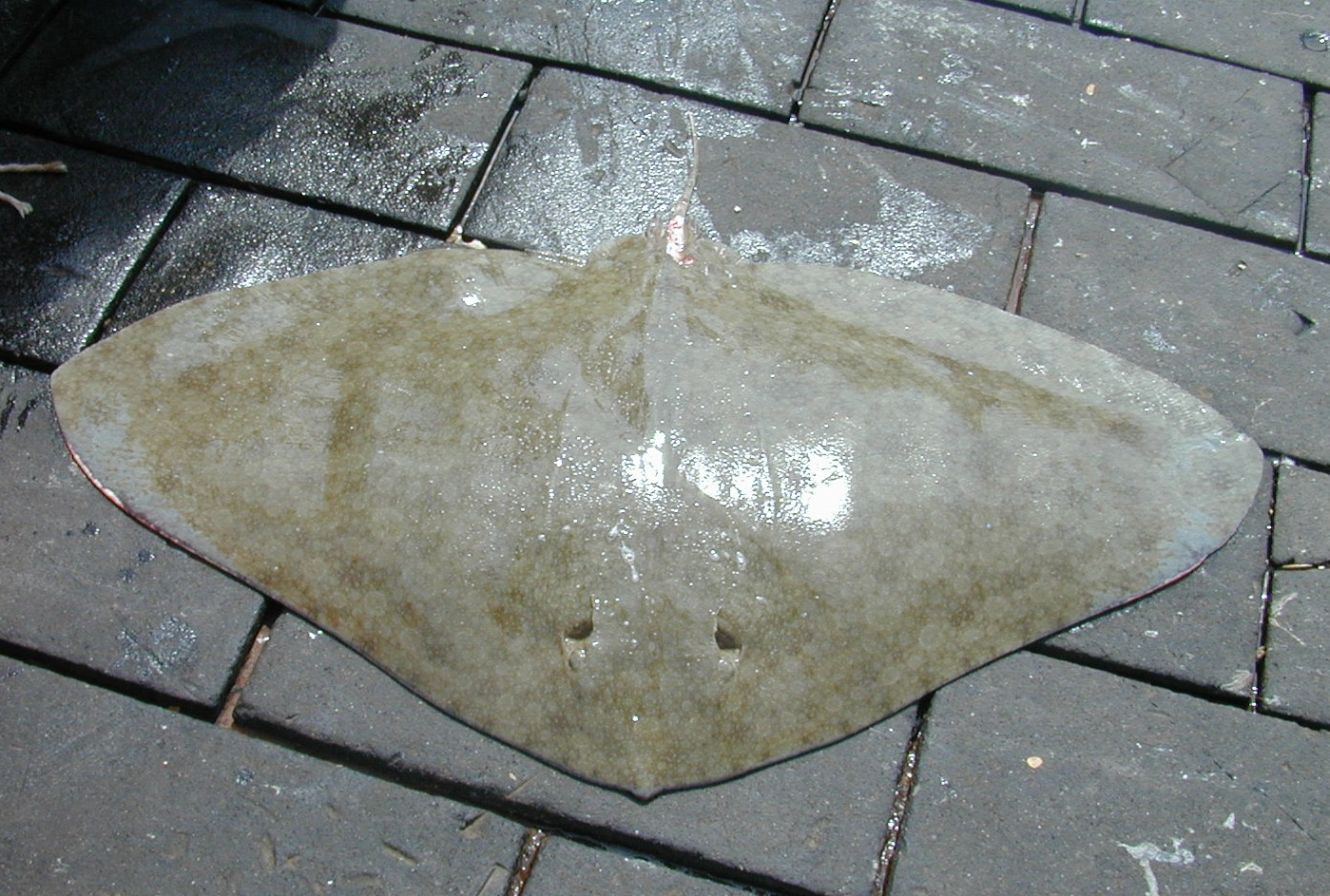
Mantellina (Gymnura altavela)

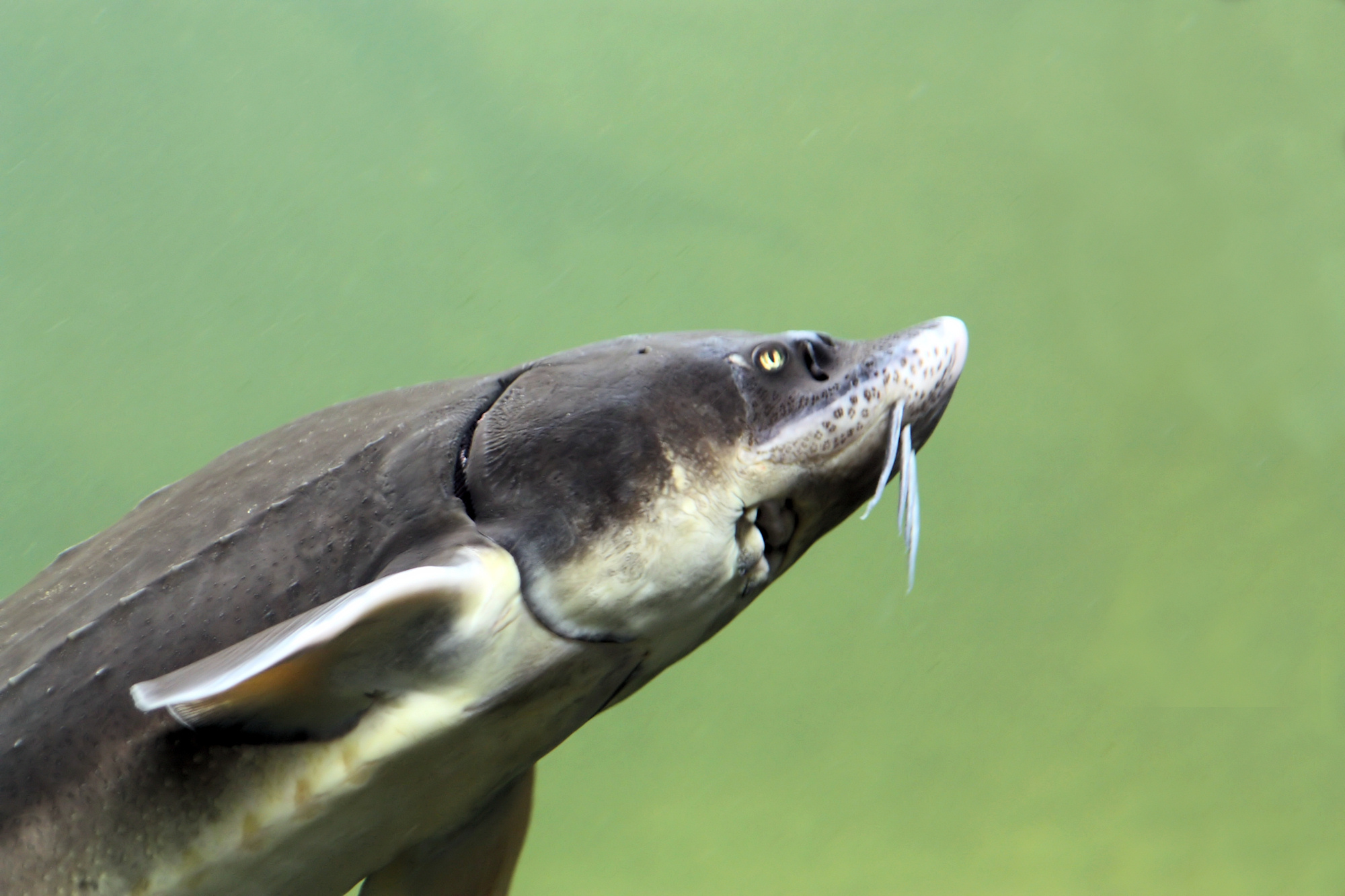
Acipenser gueldenstaedtii

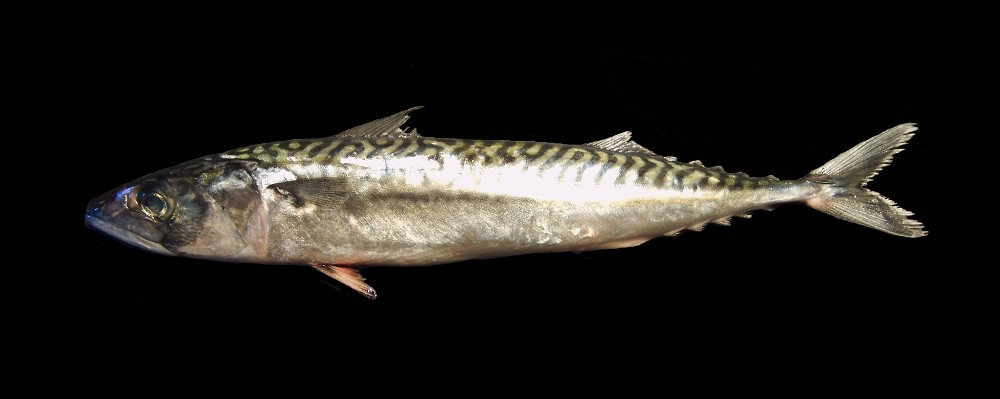
Verat (Scomber scombrus)

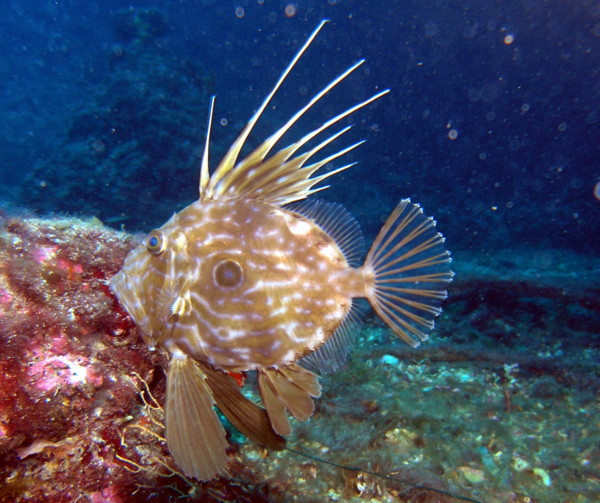
Gall de Sant Pere (Zeus faber)

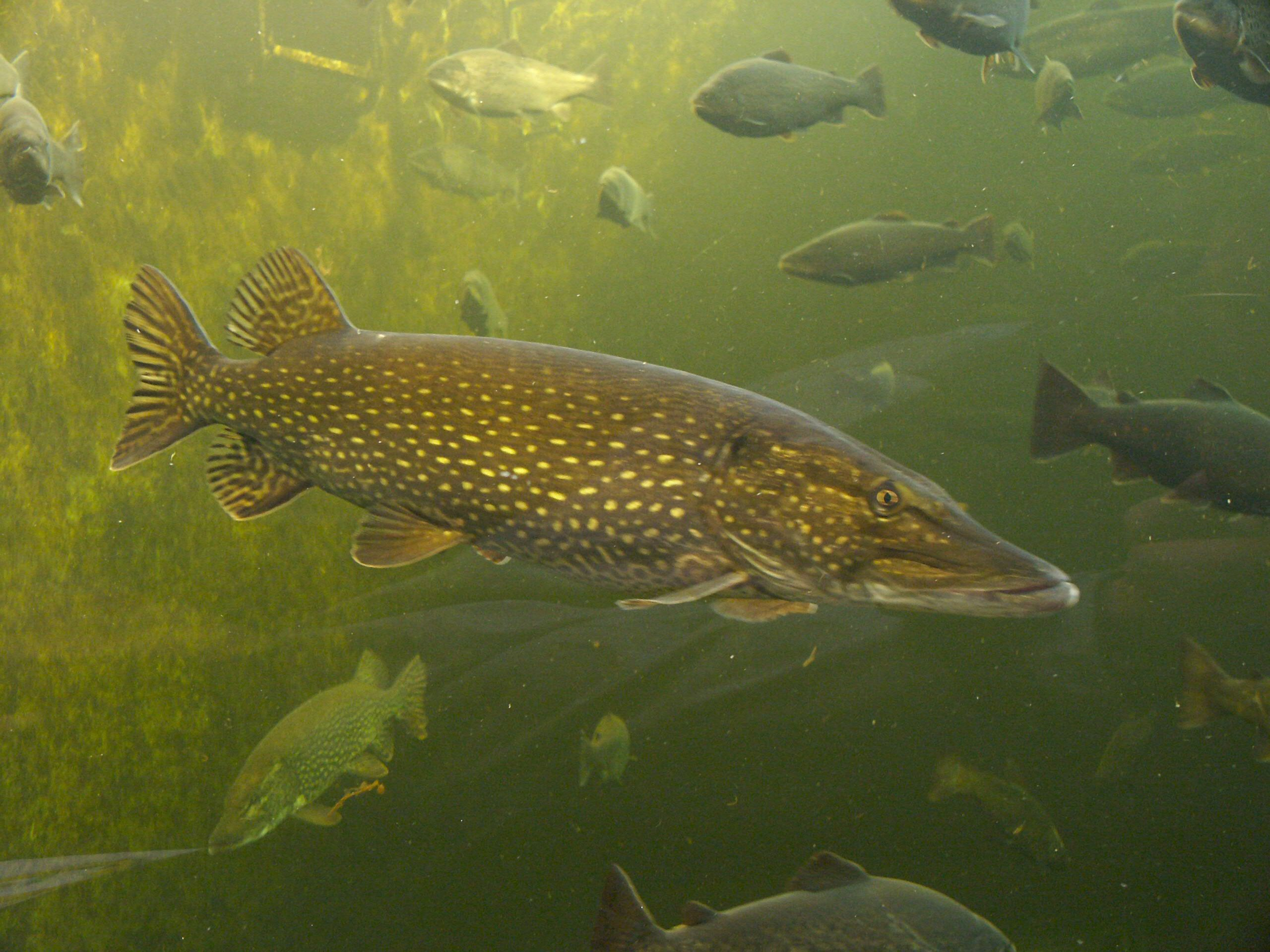
Lluç de riu (Esox lucius)

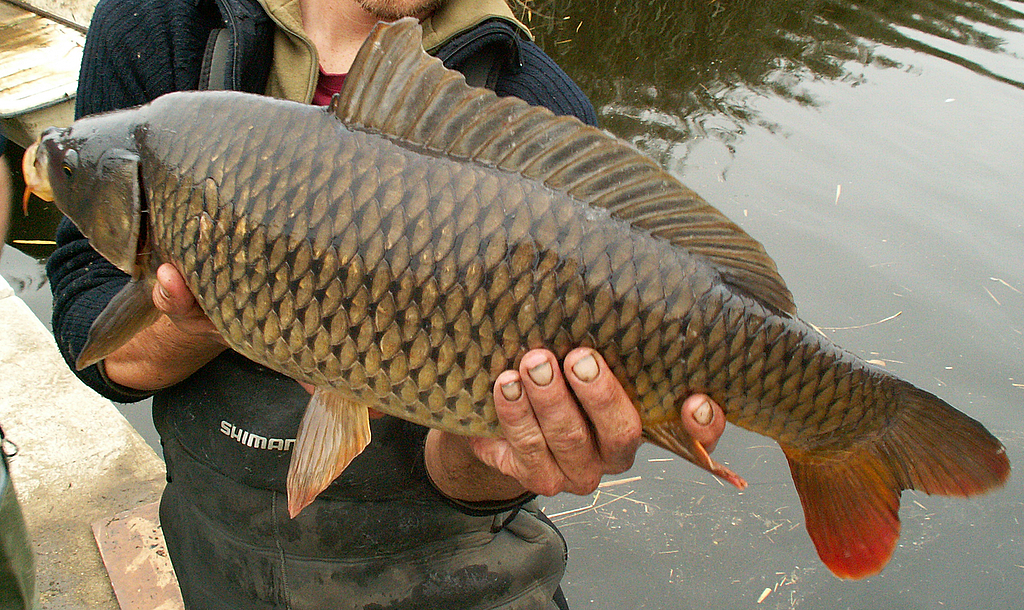
Carpa europea (Cyprinus carpio)

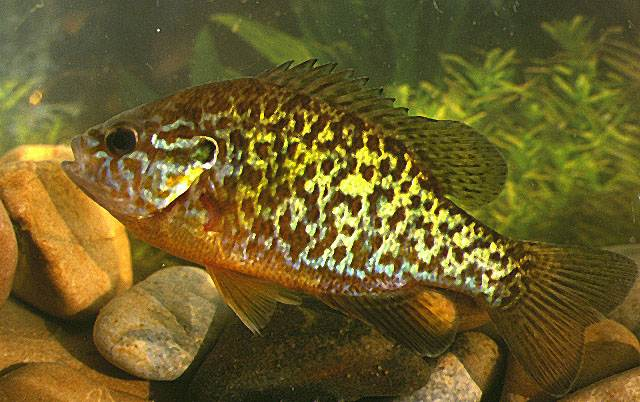
Peix sol (Lepomis gibbosus)

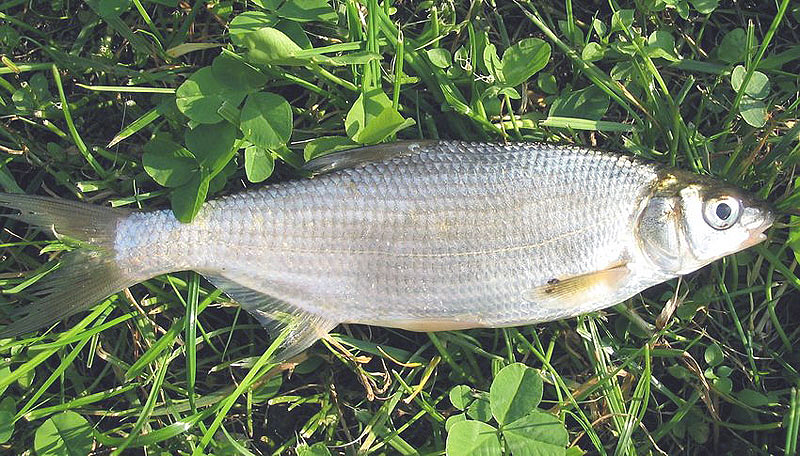
Vimba vimba

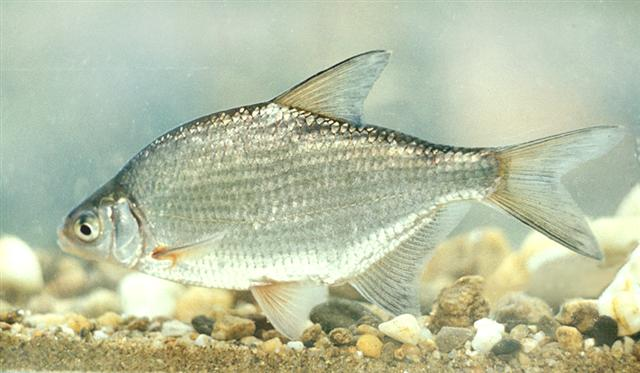
Blicca bjoerkna

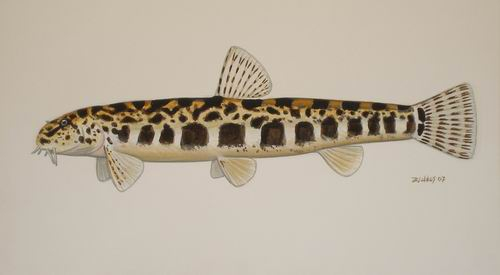
Sabanejewia aurata

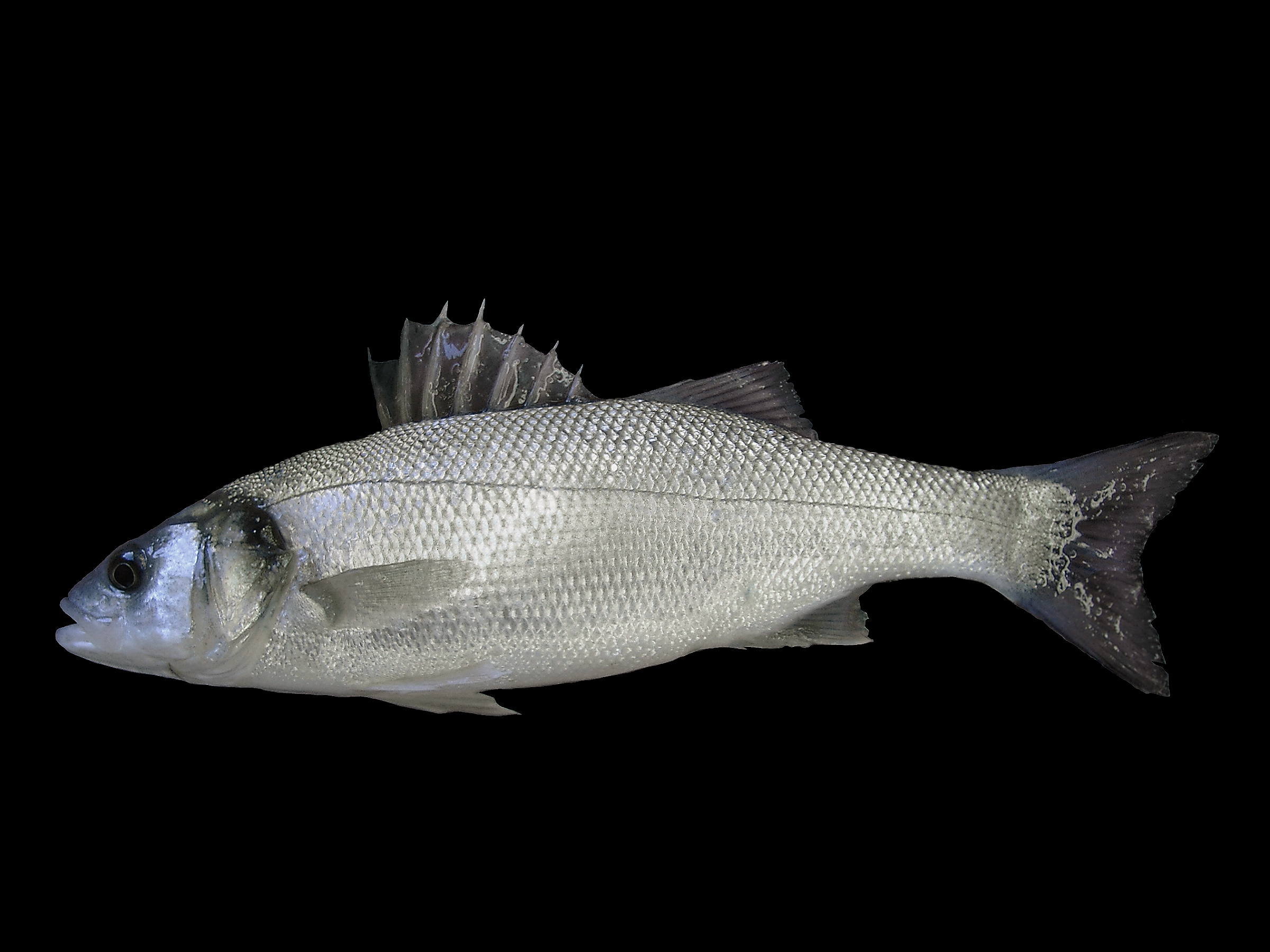
Llobarro (Dicentrarchus labrax)

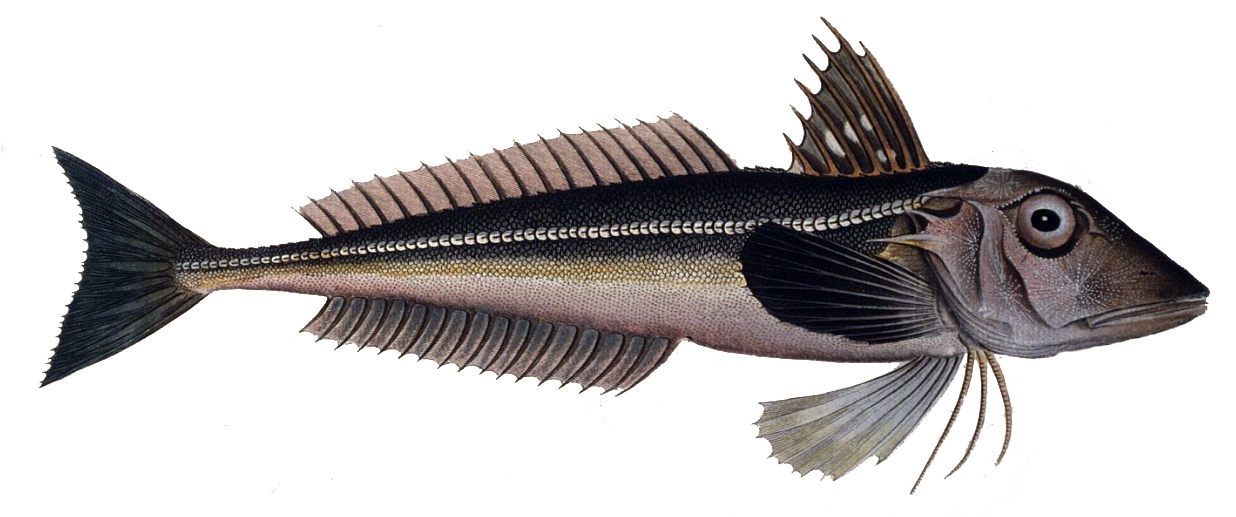
Lluerna verda (Eutrigla gurnardus)

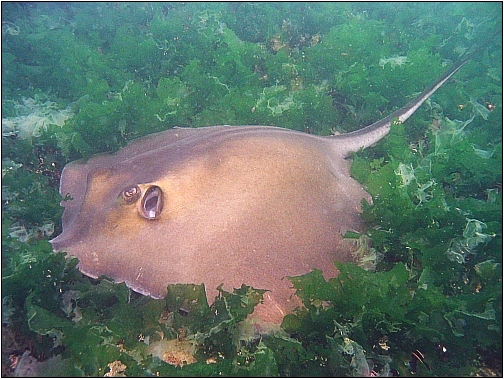
Escurçana (Dasyatis pastinaca)

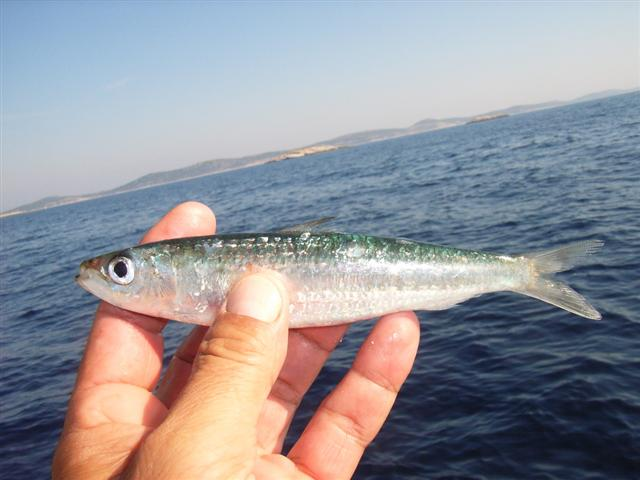
Sardina (Sardina pilchardus)

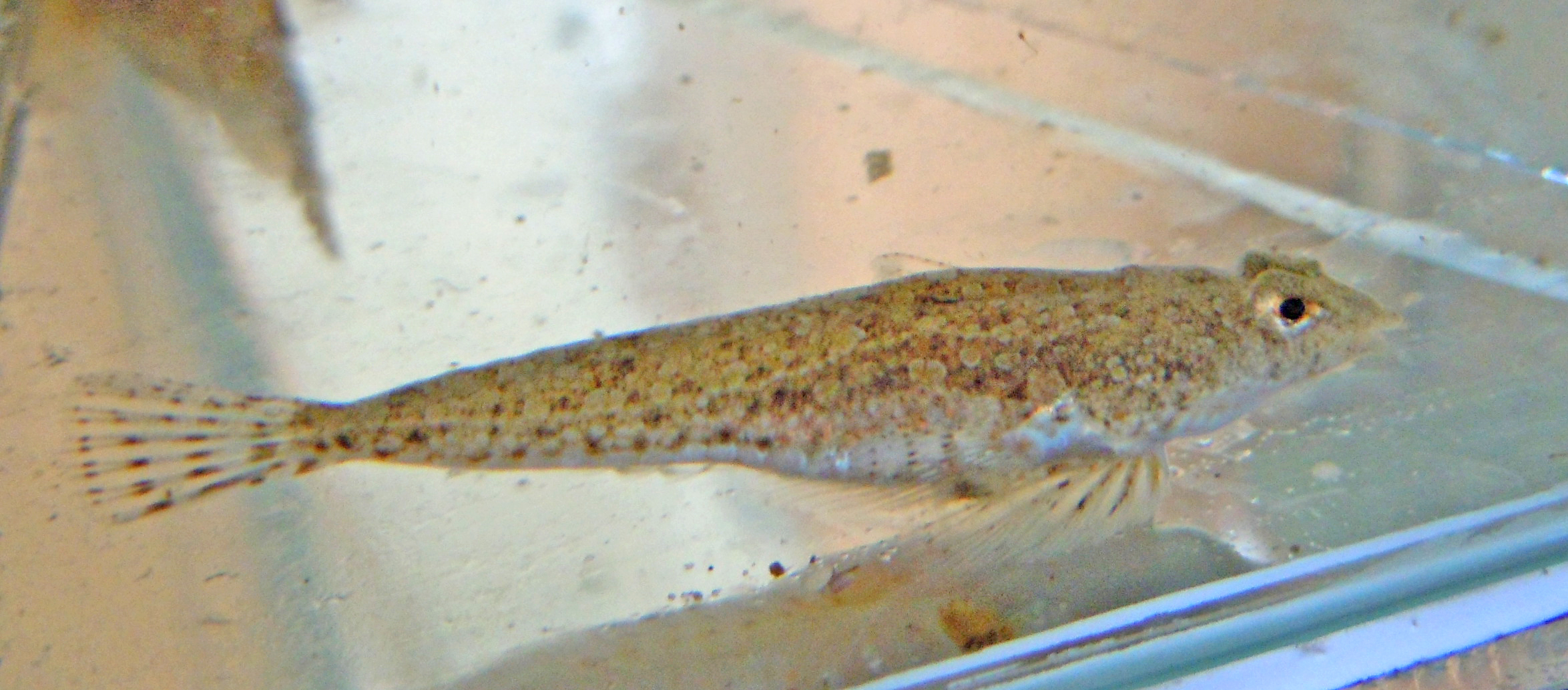
Dragó de platja (Callionymus risso)

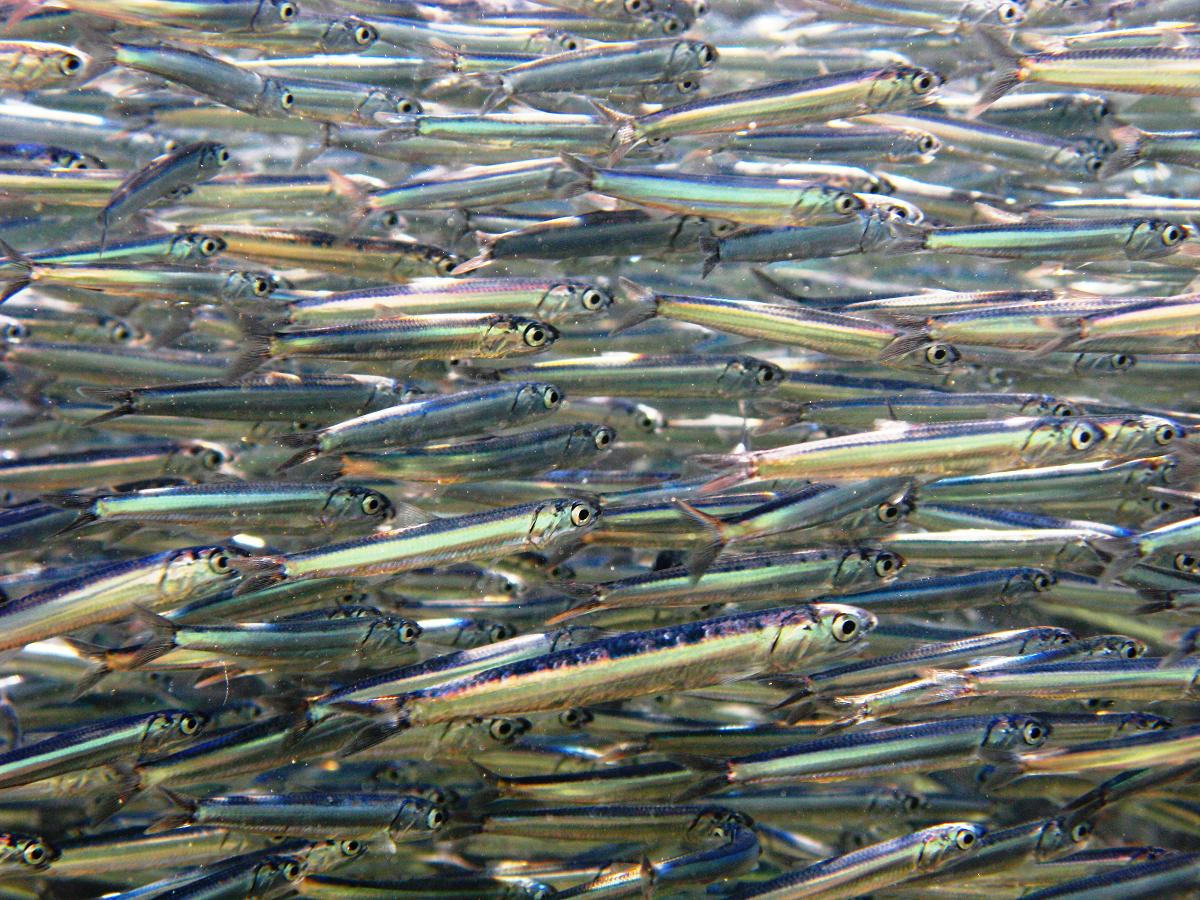
Aladroc (Engraulis encrasicolus)

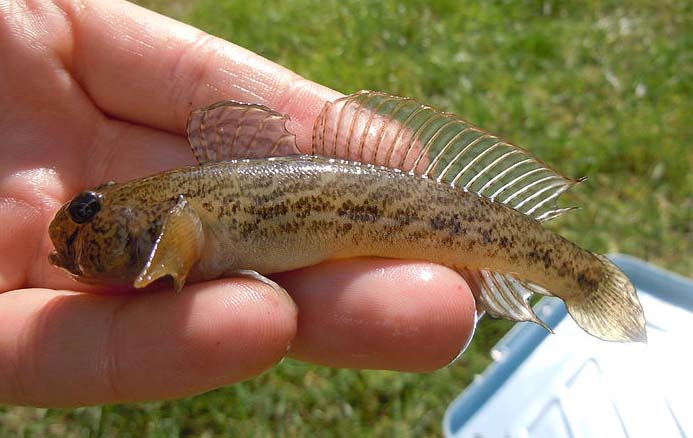
Babka gymnotrachelus

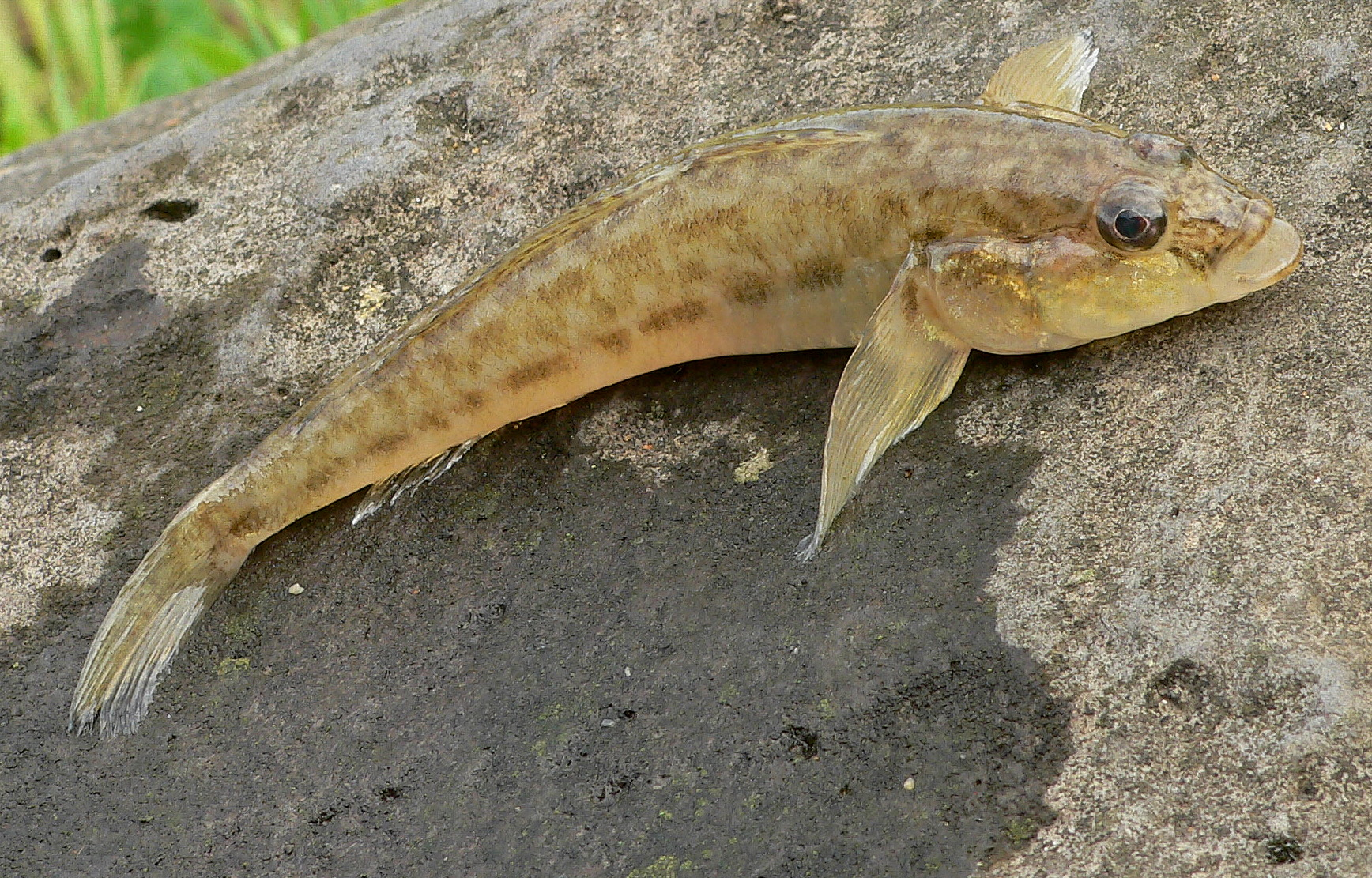
Neogobius fluviatilis

- Babka gymnotrachelus
- Ballerus ballerus
- Barbus lacerta
- Belone belone
- Benthophilus grimmi
- Blicca bjoerkna
- Boops boops

## C
- Callionymus risso
- Capoeta capoeta capoeta
- Carassius carassius
- Carassius gibelio
- Caspiomyzon wagneri
- Chondrostoma colchicum
- Chondrostoma cyri
- Cobitis melanoleuca
- Cobitis satunini
- Cyprinus carpio

## D
- Dasyatis pastinaca
- Dicentrarchus labrax
- Diplodus annularis
- Diplodus puntazzo

## E
- Engraulis encrasicolus
- Epinephelus caninus
- Epinephelus costae
- Esox lucius
- Eudontomyzon mariae
- Eutrigla gurnardus

## G
- Gaidropsarus mediterraneus
- Gambusia affinis
- Gasterosteus aculeatus
- Gobio caucasicus
- Gobius niger
- Gobius paganellus
- Gymnura altavela

## H
- Hippocampus guttulatus
- Huso huso

## I
- Istiophorus albicans

## L
- Lepomis gibbosus
- Lethenteron ninae
- Leucaspius delineatus
- Leuciscus aspius
- Leuciscus idus
- Leuciscus leuciscus
- Liza aurata
- Liza haematocheila
- Liza saliens
- Luciobarbus capito

## M
- Merlangius merlangus
- Merluccius merluccius
- Mesogobius batrachocephalus
- Misgurnus fossilis
- Mugil cephalus
- Mullus barbatus barbatus
- Mullus surmuletus

## N
- Neogobius fluviatilis
- Neogobius melanostomus
- Nerophis ophidion

## O
- Oxynoemacheilus brandtii
- Oxynoemacheilus merga

## P
- Parablennius sanguinolentus
- Pegusa lascaris
- Pelecus cultratus
- Perca fluviatilis
- Petroleuciscus borysthenicus
- Phoxinus colchicus
- Pomatomus saltatrix
- Pomatoschistus marmoratus
- Ponticola cyrius
- Ponticola platyrostris
- Ponticola rhodioni
- Proterorhinus marmoratus

## R
- Rhodeus colchicus
- Romanogobio ciscaucasicus
- Rutilus frisii

## S
- Sabanejewia aurata
- Sabanejewia caspia
- Salmo rizeensis
- Sander lucioperca
- Sarda sarda
- Sardina pilchardus
- Sardinella aurita
- Scardinius erythrophthalmus
- Sciaena umbra
- Scomber scombrus
- Scophthalmus maeoticus
- Scophthalmus rhombus
- Scophthalmus rhombus
- Scorpaena porcus
- Serranus scriba
- Silurus chantrei
- Silurus glanis
- Spicara maena
- Spicara smaris
- Sprattus sprattus
- Squalius cephalus
- Squalus acanthias
- Symphodus cinereus
- Symphodus roissali
- Symphodus tinca
- Syngnathus abaster
- Syngnathus acus
- Syngnathus schmidti
- Syngnathus typhle

## T
- Thunnus thynnus
- Tinca tinca
- Trachinus draco
- Trachurus mediterraneus
- Trachurus trachurus

## U
- Umbrina cirrosa

## V
- Vimba vimba

## X
- Xiphias gladius

## Z
- Zeus faber[2]